# فرودگاه آران‌ای‌اس هوودن
فرودگاه آران‌ای‌اس هوودن (به انگلیسی: RNAS Howden) یک فرودگاه نظامی است . این فرودگاه در کشور انگلستان قرار دارد و در ارتفاع ۷ متری از سطح دریا واقع شده است.